# Johan Picardt
Johan Picardt (Bad Bentheim, 5 febbraio 1600 – Coevorden, 21 maggio 1670) è stato un religioso e medico tedesco.
Oltre a questo fu scrittore, teologo, archeologo e colonizzatore di paludi tedesco-olandese. Denunziò il crimine del commercio degli schiavi.
Nel 1660 pubblicò il suo lavoro sui monumenti archeologici di Drenthe, parlando di località preistoriche che interesseranno gli studiosi soltanto nel ventesimo secolo.

## Opere
- Johan Picardt's Korte Beschryvinge van eenige Vergetene en Verborgene Antiquiteten, edizione facsimilare, Leiden, Sidestone press, 2008